# Olympische Sommerspiele 1952/Fußball – Viertelfinale
Spiele des Viertelfinals des olympischen Fußballturniers 1952.

Die Gewinner qualifizierten sich für das Halbfinale.

Im Falle eines Unentschiedens nach Verlängerung wurde ein Wiederholungsspiel durchgeführt.

## Schweden – Österreich 3:1 (0:1)
| Schweden                                                    | Schweden | Österreich | Österreich |
| ----------------------------------------------------------- | --- | --- | ---------- |
| Schweden                                                    | \| 23. Juli 1952 um 19:00 Uhr in Helsinki (Töölön Pallokenttä) \| \| Zuschauer: 12.564 \| \| Schiedsrichter: Vincenzo Orlandini ( Italien) \|                                                       | \| 23. Juli 1952 um 19:00 Uhr in Helsinki (Töölön Pallokenttä) \| \| Zuschauer: 12.564 \| \| Schiedsrichter: Vincenzo Orlandini ( Italien) \|                                                              | Österreich |
| Schweden                                                    | Kalle Svensson – Lennart Samuelsson, Erik Nilsson – Holger Hansson, Bengt Gustavsson, Gösta Lindh – Sylve Bengtsson, Gösta Löfgren, Ingvar Rydell, Yngve Brodd, Gösta Sandberg Trainer: Rudolf Kock | Fritz Nikolai – Walter Kollmann, Anton Krammer – Anton Wolf, Joschi Walter, Robert Fendler – Hermann Hochleitner, Franz Feldinger, Erich Stumpf, Herbert Grohs, Otto Gollnhuber Trainer: Viktor Hierländer | Österreich |
| Schweden                                                    | 1:1 Sandberg (80.) 2:1 Brodd (85.) 3:1 Rydell (87.) | 0:1 Grohs (40.) | Österreich |
| 23. Juli 1952 um 19:00 Uhr in Helsinki (Töölön Pallokenttä) | | |            |
| Zuschauer: 12.564                                           | | |            |
| Schiedsrichter: Vincenzo Orlandini ( Italien)               | | |            |

## Deutschland – Brasilien 4:2 n.V. (2:2/0:1)
| Deutschland                                                   | Deutschland | Brasilien | Brasilien |
| ------------------------------------------------------------- | --- | --- | --------- |
| Deutschland                                                   | \| 24. Juli 1952 um 19:00 Uhr in Helsinki (Töölön Pallokenttä) \| \| Zuschauer: 11.451 \| \| Schiedsrichter: Arthur Edward Ellis ( Vereinigtes Königreich) \|                                              | \| 24. Juli 1952 um 19:00 Uhr in Helsinki (Töölön Pallokenttä) \| \| Zuschauer: 11.451 \| \| Schiedsrichter: Arthur Edward Ellis ( Vereinigtes Königreich) \| | Brasilien |
| Deutschland                                                   | Rudolf Schönbeck – Hans Eberle, Alfred Post – Kurt Sommerlatt, Herbert Jäger, Ludwig Hinterstocker – Johann Zeitler, Georg Stollenwerk, Willi Schröder, Herbert Schäfer, Karl Klug Trainer: Sepp Herberger | Carlos Alberto – Mauro, Valdir – Zózimo, Adésio, Édson – Larry, Milton Pessanha, Vavá, Humberto Tozzi, Jansen Trainer: Newton Cardoso                         | Brasilien |
| Deutschland                                                   | 1:2 Schröder (75.) 2:2 Klug (89.) 3:2 Schröder (96.) 4:2 Zeitler (120.) | 0:1 Larry (12.) 0:2 Zózimo (74.) | Brasilien |
| Deutschland                                                   | Verwarnung: Édson | | Brasilien |
| 24. Juli 1952 um 19:00 Uhr in Helsinki (Töölön Pallokenttä)   | | |           |
| Zuschauer: 11.451                                             | | |           |
| Schiedsrichter: Arthur Edward Ellis ( Vereinigtes Königreich) | | |           |

## Ungarn – Türkei 7:1 (2:0)
| Ungarn                                              | Ungarn | Türkei | Türkei |
| --------------------------------------------------- | --- | --- | ------ |
| Ungarn                                              | \| 24. Juli 1952 um 19:00 Uhr in Kotka (Urheilukeskus) \| \| Zuschauer: 4.743 \| \| Schiedsrichter: Wolf Karni ( Finnland) \|                                                                   | \| 24. Juli 1952 um 19:00 Uhr in Kotka (Urheilukeskus) \| \| Zuschauer: 4.743 \| \| Schiedsrichter: Wolf Karni ( Finnland) \|                                       | Türkei |
| Ungarn                                              | Gyula Grosics – Jenő Buzánszky, Mihály Lantos – József Zakariás, Gyula Lóránt, József Bozsik – Lajos Csordás, Sándor Kocsis, Zoltán Czibor, Ferenc Puskás, Péter Palotás Trainer: Gusztáv Sebes | Erdoğan Akın – Necdet Şentürk, Rıdvan Bolatlı – Mustafa Ertan, Basri Dirimlili, Ercüment Güder – Vasıf Çetinel, Tekin Bilge, Yalçin Çaka, Kamil Altan, Macit Gürdal | Türkei |
| Ungarn                                              | 1:0 Palotás (18.) 2:0 Kocsis (32.) 3:0 Lantos (48.) 4:0 Puskas (54.) 5:1 Bozsik (70.) 6:1 Puskas (72.) 7:1 Kocsis (90.)                                                                         | 4:1 Güder (57.) | Türkei |
| 24. Juli 1952 um 19:00 Uhr in Kotka (Urheilukeskus) | | |        |
| Zuschauer: 4.743                                    | | |        |
| Schiedsrichter: Wolf Karni ( Finnland)              | | |        |

## Jugoslawien – Dänemark 5:3 (3:0)
| Jugoslawien                                                 | Jugoslawien | Dänemark | Dänemark |
| ----------------------------------------------------------- | --- | --- | -------- |
| Jugoslawien                                                 | \| 25. Juli 1952 um 19:00 Uhr in Helsinki (Töölön Pallokenttä) \| \| Zuschauer: 11.456 \| \| Schiedsrichter: Wolf Karni ( Finnland) \|                                                                         | \| 25. Juli 1952 um 19:00 Uhr in Helsinki (Töölön Pallokenttä) \| \| Zuschauer: 11.456 \| \| Schiedsrichter: Wolf Karni ( Finnland) \|                                                                               | Dänemark |
| Jugoslawien                                                 | Vladimir Beara – Tomislav Crnković, Branko Stanković – Zlatko Čajkovski, Ivica Horvat, Vujadin Boškov – Tihomir Ognjanov, Rajko Mitić, Bernard Vukas, Stjepan Bobek, Branko Zebec Trainer: Milorad Arsenijević | Jørgen Johansen – Poul Erik Petersen, Svend Nielsen – Erik Terkelsen, Poul Andersen, Steen Blicher – Jørgen Wagner Hansen, Poul Petersen, Jens Peder Hansen, Knud Lundberg, Holger Seebach Trainer: Axel Bjerregaard | Dänemark |
| Jugoslawien                                                 | 1:0 Čajkovski (19.) 2:0 Ognjanov (35.) 3:0 Vukas (41.) 4:1 Bobek (78.) 5:1 Zebec (81.) | 3:1 Lundberg (63.) 5:2 Seebach (85.) 5:3 Jens Peder Hansen (87.) | Dänemark |
| 25. Juli 1952 um 19:00 Uhr in Helsinki (Töölön Pallokenttä) | | |          |
| Zuschauer: 11.456                                           | | |          |
| Schiedsrichter: Wolf Karni ( Finnland)                      | | |          |